# Скоро сасвим обична прича
Скоро сасвим обична прича је српски филм снимљен 2003. године који је режирао Милош Петричић. 

## Улоге
| Глумац               | Улога         |
| -------------------- | ------------- |
| Милица Зарић         | Ирена         |
| Вук Тошковић         | Влада         |
| Слободанка Латиновић | Марија        |
| Стефан Капичић       | Бане          |
| Христина Поповић     | Ана           |
| Дара Џокић           | Иренина мајка |
| Милутин Милошевић    |               |
| Марија Дакић         | Милица        |

## Награде
- Врњачка Бања: Специјална награда за сценарио